# Pinhani
Pinhani es una banda de turca de rock con estilo al soft-rock formada por los primos Sinan Kaynakçı (vocalista y guitarra rítmica) y Zeynep Eylül Üçer (vocalista y bajista).
Los otros miembros activos de la banda son Akın Eldes como líder de guitarra, y Hami Ünlü en la batería.

## Discografía
Su álbum debut, “İnandığın Masallar” (Los cuentos de hadas en los que crees) fue lanzado en abril de 2006 y fue el gran éxito que consagró a la banda. Su sonido es único, compuesto por tonos dulces, solos de guitarras suaves, y voces muy limpias y claras.
Lanzaron su segundo álbum “Zaman Beklemez” (El tiempo no espera) en abril de 2008.

### 2006 -İnandığın Masallar
1. İstanbul'da

2. Seni Bana Anlatırlar

3. Hele Bi Gel

4. Beni Al

5. Dön Bak Dünyaya

6. Ben Nası Büyük Adam Olucam

7. Haftanın Sonu

8. Unutuldular

9. Yıldızlar

10.Gözler Anlatır

### 2008 -Zaman Beklemez
1.Zaman Beklemez

2.Düğün

3.Ağlama

4.Ne Güzel Güldün

5.Dursana Dünya

6.Sırası Değil

7.Yansın

8.Bir Anda

9.Yalnızlık

10.Sevmekten Usanmam

11.Düğün Dernek

- Datos: Q4812219
- Multimedia: Pinhani / Q4812219